# دودکانل
دودکانل (به انگلیسی: Dodecanol) با فرمول شیمیایی C12H26O یک ترکیب شیمیایی با شناسه پاب‌کم 8193 است. که جرم مولی آن 186.34 می‌باشد. شکل ظاهری این ترکیب، جامد بی رنگ است.